# Mont Bengoué
Il Mont Bengoué è una montagna del Gabon, situata nella Provincia di Ogooué-Ivindo. Con la sua altitudine di 1070 metri s.l.m., rappresenta il punto più elevato del territorio del Paese.